# Chamaecrista basifolia
Chamaecrista basifolia es una especie de planta fanerógama perteneciente a la familia Fabaceae. Es originaria de Brasil.

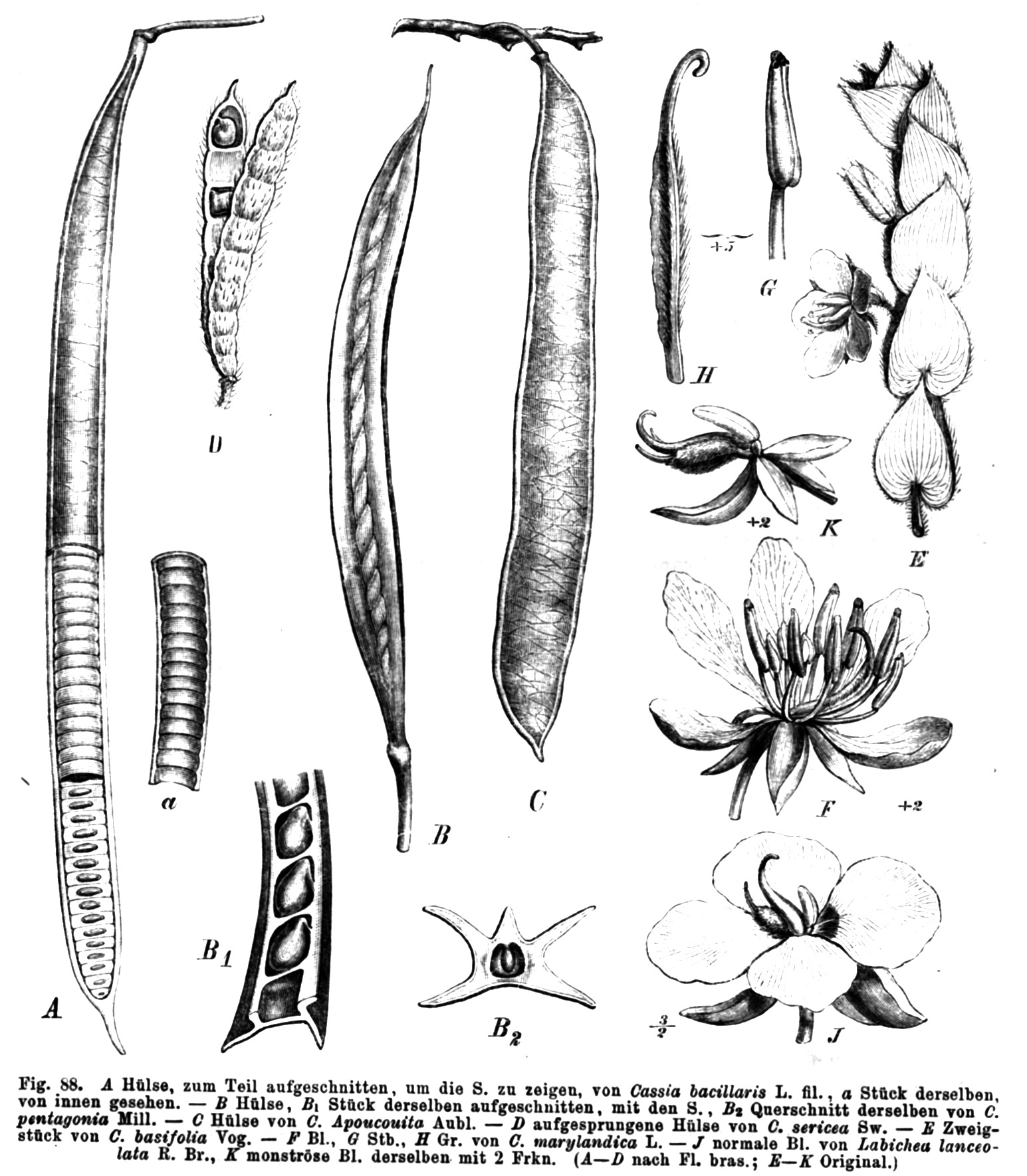
Ilustración

## Taxonomía
Chamaecrista basifolia fue descrito por (Vogel) H.S.Irwin & Barneby y publicado en Memoirs of The New York Botanical Garden 35: 733. 1982.
Etimología
Chamaecrista: nombre genérico que deriva de las palabras griegas: chama = "bajo, enano" y crista = "cresta".
basifolia: epíteto latíno que significa "con hojas basales"
Sinonimia
- Cassia basifolia Vogel
- Cassia basifolia var. aristulata Hassl.[5]